# Pomořanská husa
Husa pomořanská je plemeno husy domácí. Má zpravidla šedobílé zbarvení, ale chová se ve třech barevných variantách – husa pomořanská bílá, husa pomořanská šedá a husa pomořanská strakatá, z nichž nejčastěji je chovaná poslední zmíněná, tedy strakatá. Tyto husy jsou většího tělesného rázu; samice dosahuje váhy asi 6,5 kg, samec 7,5–8 kg, a chovají se na maso nebo na výstavy. Toto plemeno je chováno ve skupinkách, v poměru 2–3 husy na jednoho housera.
Husa začíná snášet vejce 14 dní po páření a celkem snůška obsahuje 20–24 vajec, na které nasedá. Váha jednoho vejce se pohybuje okolo 120 gramů. Housata se líhnou asi za 30 dní a brzy se pasou. Přikrmují se šrotem a obilím. Housata rychle rostou a ta, jež se vylíhla v dubnu, dosáhnou v už srpnu nebo nejpozději v září – tedy za čtyři až pět měsíců – váhy dospělého kusu.